# Campionati mondiali di pattinaggio di velocità su distanza singola 2025 - 5000 m maschili
L'evento dei 5000 m maschili dei campionati mondiali di pattinaggio di velocità su distanza singola 2025 si è svolto il 13 marzo 2025 al Vikingskipet di Hamar, in Norvegia.

## Risultati
| Pos | Pair | Corsia | Atleta              | NOC         | Tempo   | Diff   |
| --- | ---- | ------ | ------------------- | ----------- | ------- | ------ |
| 1   | 9    | o      | Sander Eitrem       | Norvegia    | 6:10.05 |        |
| 2   | 9    | i      | Beau Snellink       | Paesi Bassi | 6:11.72 | +1.67  |
| 3   | 3    | i      | Vladimir Semirunniy | Polonia     | 6:12.95 | +2.90  |
| 4   | 10   | o      | Davide Ghiotto      | Italia      | 6:13.55 | +3.50  |
| 5   | 8    | i      | Metoděj Jílek       | Rep. Ceca   | 6:15.15 | +5.10  |
| 6   | 3    | o      | Riccardo Lorello    | Italia      | 6:15.71 | +5.66  |
| 7   | 8    | o      | Ted-Jan Bloemen     | Canada      | 6:16.27 | +6.22  |
| 8   | 5    | o      | Chris Huizinga      | Paesi Bassi | 6:16.75 | +6.70  |
| 9   | 7    | i      | Timothy Loubineaud  | Francia     | 6:18.23 | +8.18  |
| 10  | 10   | i      | Casey Dawson        | Stati Uniti | 6:21.20 | +11.15 |
| 11  | 6    | o      | Michele Malfatti    | Italia      | 6:22.99 | +12.94 |
| 12  | 1    | i      | Jorrit Bergsma      | Paesi Bassi | 6:23.41 | +13.36 |
| 13  | 7    | o      | Graeme Fish         | Canada      | 6:23.73 | +13.68 |
| 14  | 6    | i      | Bart Swings         | Belgio      | 6:25.43 | +15.38 |
| 15  | 4    | i      | Fridtjof Petzold    | Germania    | 6:26.39 | +16.34 |
| 16  | 2    | i      | Patrick Beckert     | Germania    | 6:26.81 | +16.76 |
| 17  | 5    | i      | Felix Maly          | Germania    | 6:29.42 | +19.37 |
| 18  | 4    | o      | Wu Yu               | Cina        | 6:29.63 | +19.58 |
| 19  | 2    | o      | Sigurd Henriksen    | Norvegia    | 6:30.72 | +20.67 |
| 20  | 1    | o      | Filip Møller Nordal | Norvegia    | 6:47.28 | +37.23 |